# Hans Leo Hassler
Hans Leo Hassler (tiếng Đức: Hans Leo Haßler) (1564-1612) là nhà soạn nhạc, nghệ sĩ organ người Đức. Ông là anh trai của Jakob Hassler.

## Tiểu sử
Hans Leo Hassler được rửa tội vào ngày 26 tháng 10 năm 1564 tại Nurenberg. Ông là con trai của nghệ sĩ đàn organ Isaak Hassler. Ngay từ nhỏ, Hans được nhận sự hướng dẫn về âm nhạc từ người cha 
Năm 1584, Hans Leo Hassler trở thành người Đức đầu tiên sang Ý để tiếp tục việc học âm nhạc. Ông dừng chân tại Venice trong hoàn cảnh trường phái Venice đang hoạt động mạnh. Hassler chịu ảnh hưởng từ nhóm này và có nhiều tác phẩm sáng tác theo phong cách của họ. Nhiều trong số chúng đã được phổ biến ở Đức bởi Leonhard Lechner. Cũng trong thời gian đặt chân tại thành phố đó, Hassler trở thành bạn của Giovanni Gabrieli và cả hai đều nhận Andrea Gabrielli làm thầy của mình. Với sự hướng dẫn của người bác của Giovanni Gabrielli là Andrea Gabrielli, Hassler có thêm kiến thức về sáng tác và chơi organ.
Sau đó, Andrea Gabrielli qua đời. Hassler trở về Đức vào nửa cuối năm 1585. Khi đó, ông đến Augsburg và trở thành người chơi organ cho gia đình Fugger. Những năm tháng sống ở Augsburg là khoảng thời gian chứng kiến sức sáng tác mạnh mẽ của Hassler. Ông đã được biết đến là một nhà soạn nhạc và nghệ sĩ organ đương thời. Thế nhưng, sức ảnh hưởng của ông bị hạn chế bởi những phản đối dành cho Giáo hội Công giáo Rôma.
Vào năm 1596, cùng với 53 nghệ sĩ organ khác, Hassler bước vào một cuộc kiểm tra một loại nhạc cụ mới với 59 điểm dừng tại Schlosskirche, Groningen. Ông liên tục được công nhận bởi sự thành thạo trong việc thiết kế organ, thỉnh thoảng được gọi là người kiểm nghiệm của nhạc cụ mới. Sử dụng kỹ năng organ rộng, Hassler đã bước vào thế giới của việc thiết kế nhạc cụ máy móc và ông đã phát triển một chiếc organ bộ máy đồng hồ, thứ được bán cho Rudolf II của Đế quốc La Mã Thần thánh.
Vào năm 1602, Hassler trở về quê nhà Nurenberg, nơi ông trở thành một Kapellmeister. Ông cũng được chỉ định cho chức vụ Kaiserlichen Hofdiener trong cung điện của Rudolf II. Năm 1604, Hassler đến Ulm, nơi ông cưới Cordula Claus. Bốn năm sau đó, ông đến Dresden nơi ông trở thành người chơi organ cho Christian II của Saxony và có thể là cả Kapellmeister. Sau đó, ông đã bị mắc lao, căn bệnh cướp đi mạng sống của ông vào tháng 6 năm 1612. Sau khi ông ra đi, Michael Praetorius và Heinrich Schütz được bổ nhiệm vào vị trí của ông.

## Tác phẩm
- Canzonette (Nuremberg, 1590)[3]
- Cantiones sacrae (Augsburg, 1591)
- Madrigals (Augsburg, 1596)
- Neüe teüsche Gesäng nach Art der welschen Madrigalien und Canzonetten (Augsburg, 1596)[3]
- Masses (Nuremberg, 1599)
- Lustgarten Neuer Teutscher Gesäng (Nuremberg, 1601)
- Sacri concentus (Augsburg, 1601 and 1612)
- Psalmen und christliche Gesäng (Nuremberg, 1607)[4]
- Psalmen simpliciter (Nuremberg, 1608)[4]
- Kirchengesäng (Nuremberg, 1608)
- Venusgarten (Nuremberg, 1615) (instrumental music)
- Litaney teütsch (Nuremberg, 1619)
- Trois entrées, listen to  from: Dances of the Renaissance, Harmonia Mundi: HMA195610  Lưu trữ ngày 3 tháng 3 năm 2016 tại Wayback Machine by Clemencic Consort and René Clemencic.